# Packard Twin Six
Der Packard Twin Six bezeichnet eine Serie von V12-Zylinder-Automobilen, die die Packard Motor Car Company in Detroit in den Modelljahren 1916 bis 1923 fertigte. Im Jahre 1932 lebte das Modell noch einmal auf, wurde im Folgejahr dann aber in Packard Twelve umbenannt.

## 1916–1923

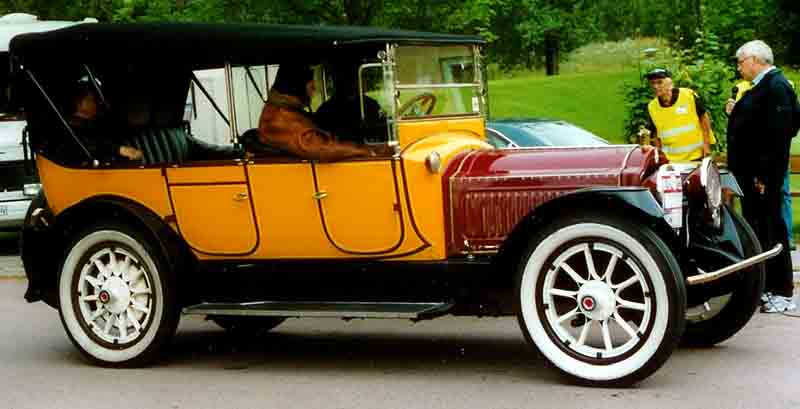
Packard 1-35 Twin Six Touring (1. Serie, 1916)

Nachdem Packard 1913 die ersten Sechszylindermodelle eingeführt hatte, machte man einen weiteren Schritt in Richtung Luxuswagen und führte 1916 den ersten Zwölfzylinder ein.
Im Unterschied zum "Single Six" wurde der Wagen "Twin Six" getauft und erhielt einen V12-Motor mit 60° Zylinderwinkel, seitlich stehenden Ventilen, 6821 cm³ Hubraum (Bohrung × Hub = 76,2 mm × 127 mm) und einer Leistung von 88 hp (64,7 kW) bei 2.600/min. Über eine Mehrscheibenkupplung wurde die Motorkraft an ein manuelles Dreiganggetriebe weitergeleitet, das vorne, unmittelbar hinter der Kupplung, eingebaut war. Die Vorgängermodelle hatten ihr Getriebe noch an der Hinterachse eingebaut. Der Schalthebel saß weiterhin außen links. Die mechanischen Bremsen wirkten nur auf die Hinterräder.
Den Twin Six gab es mit zwei unterschiedlichen Radständen: Das Modell 1-25 hatte 3175 mm Radstand, beim 1-35 waren es 3429 mm. Beide Fahrgestelle gab es mit unterschiedlichsten geschlossenen und offenen Aufbauten für 3–7 Passagiere.
1917 wurden die Modelle leicht überarbeitet und hießen nun 2-25 und 2-35. Sie erhielten etwas kleinere Speichenräder (35" anstatt 37") und abnehmbare Zylinderköpfe. In den beiden Folgejahren wurde die Motorleistung auf 90 hp (66 kW) erhöht (Modelle 3-25 und 3-35), ansonsten wurden die Fahrzeuge unverändert weitergebaut.
Nach dem Ersten Weltkrieg stellte man 1920 die Fertigung der kurzen Fahrgestelle ein. Das Modell 3-35 wurde noch bis 1923 weitergebaut und dann ohne Nachfolger eingestellt. Insgesamt wurden 30.941 Fahrzeuge dieses Typs hergestellt.
Der erste amerikanische Präsident, der in einem Automobil zu seiner Amtseinführung fuhr, war 1921 Warren G. Harding. Es war ein Packard Twin Six. Schon zuvor hatte Stalin diesen Wagen gefahren.

## 1932
1932, in der 9. Serie, führte Packard wieder einen Zwölfzylinder als größtes Modell ein. Auch dieses Fahrzeug war mit zwei Radständen erhältlich. Die Fahrgestelle mit 3619,5 mm (Modell 905) oder 3746,5 mm (Modell 906) Radstand wurden von den Achtzylindermodellen übernommen.
Auch der V12-Motor hatte wenig mit dem des Vorgängermodells mit gleichem Namen zu tun: Der Zylinderwinkel betrug 67°, die Bohrung 87,3 mm und der Hub 101,6 mm. Dies ergab einen Hubraum von 7.300 cm³. Der Motor leistete 160 bhp (118 kW) bei 3.200/min und die Motorleistung wurde über eine Zweischeibenkupplung und ein manuelles Dreiganggetriebe (mit Schalthebel in der Wagenmitte) an die Hinterräder weitergeleitet. Alle vier Räder wurden nun mechanisch gebremst.
Dieser Twin Six, den ebenfalls mit verschiedensten Aufbauten für 2 - 7 Passagiere gab, lebte nur ein Modelljahr lang. 1933 ersetzte ihn der fast unveränderte Packard Twelve nach nur 549 gebauten Exemplaren.